# Tarek El-Sayed
Tarek Mahmoud El-Sayed (in arabo طارق السيد‎?; Il Cairo, 9 ottobre 1978) è un allenatore di calcio ed ex calciatore egiziano, di ruolo difensore.

## Carriera

### Club
Ha sempre militato nel campionato egiziano, vincendolo 3 volte.

### Nazionale
Con la maglia della Nazionale egiziana ha conquistato per due volte la Coppa d'Africa.

## Palmarès

### Club

#### Competizioni nazionali
- Campionato egiziano: 3

Zamalek: 2000-01, 2002-03, 2003-04
- Coppa d'Egitto: 3

Zamalek: 1999-00, 2000-01, 2007-08
- Supercoppa d'Egitto: 2

Zamalek: 2001, 2002

#### Competizioni internazionali
- CAF Champions League: 1

Zamalek: 2002
- Supercoppa CAF: 1

Zamalek: 2002

### Nazionale
- Coppa d'Africa: 2

2006, 2008